# ビレ・リトラ
ビレ・リトラ (Vilho ("Ville") Eino Ritola、1896年1月18日- 1982年4月24日)は、フィンランドの元陸上競技選手。長距離種目を専門とし、1920年代にオリンピックで8個のメダルを獲得した選手である。彼はフィンランドの偉大なスポーツ選手につけられる称号、「フライング・フィン」の1人として知られている。

## 経歴
フィンランド出身であったが、17歳のときに先に移住していた7人の姉妹のいたアメリカに移住した。
アメリカでは、フィンランド人の陸上クラブに加わり、1912年ストックホルムオリンピックの金メダリストであるハンネス・コーレマイネンと一緒に練習をしていた。コーレマイネンはリトラを1920年アントワープオリンピックに出場させようとしたが、リトラは時期尚早として断っている。
リトラは初出場した1924年パリオリンピックで大活躍を見せる。まず、同じフィンランドのパーボ・ヌルミが欠場していた10000mでは、自身の世界記録を約12秒更新する世界新記録で金メダル。3日後の3000m障害では2位に75mの差をつけて2つめの金メダル。翌日の5000mと翌々日のクロスカントリー個人ではヌルミに敗れたものの連日の銀メダルを獲得。さらにクロスカントリー団体ではフィンランドチームの一員として金メダル。最後にヌルミとともに参加した3000m団体でも金メダルを獲得。金メダル4個、銀メダル2個を獲得するという活躍ぶりであった。
1928年のアムステルダムオリンピックがリトラにとっての最後のオリンピックであった。10000mではヌルミに敗れ銀メダルに終わったが、最後の種目になった5000mではラストの直線でヌルミを突き放し、ついにヌルミを破り、金メダルを獲得した。
リトラは1928年で競技を引退した。彼は1971年にフィンランドに帰国、1982年に86歳でこの世を去った。